# Manuels River
Manuels River är ett vattendrag i Kanada.   Det ligger i provinsen Newfoundland och Labrador, i den östra delen av landet, 1 800 km öster om huvudstaden Ottawa.
I omgivningarna runt Manuels River växer i huvudsak blandskog. Runt Manuels River är det ganska tätbefolkat, med 207 invånare per kvadratkilometer.